# Into the Wild
Pour les articles homonymes, voir Into the Wild (homonymie).
Pour plus de détails, voir Fiche technique et Distribution.
Into the Wild, ou Vers l'inconnu au Québec, est un film américain réalisé par Sean Penn, sorti en 2007. Il s'agit de l'adaptation cinématographique du récit Voyage au bout de la solitude (Into the Wild pour le titre original), écrit par Jon Krakauer en 1996, et relatant l'histoire réelle de Christopher McCandless.

## Synopsis

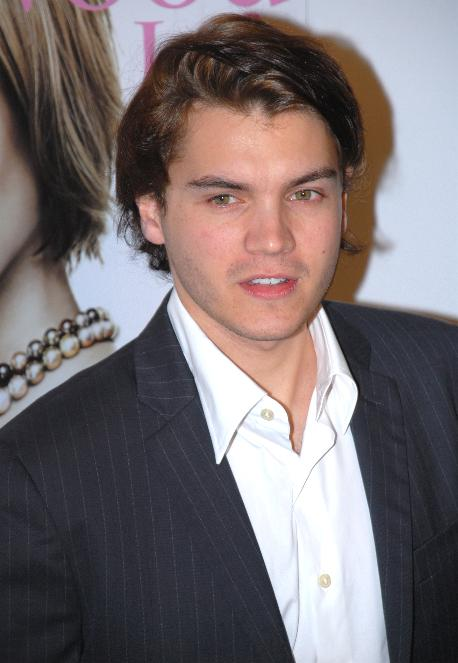
Emile Hirsch qui interprète le rôle de Christopher McCandless.

Christopher McCandless est un étudiant américain brillant qui vient d'obtenir son diplôme et qui est promis à un grand avenir. Rejetant les principes de la société moderne, après un dîner dans un restaurant avec ses parents, pour fêter son diplôme, il décide de partir sur les routes, sans prévenir sa famille. Il renonce ainsi au rêve américain pour une vie aventurière. Il brûle ses papiers et envoie toutes ses économies à Oxfam. Il part en voiture vers le sud des États-Unis. Il découvre l'Arizona, le Grand Canyon, la Californie et trouve divers petits boulots à travers le Dakota du Sud ou encore le Colorado afin de financer le reste de son voyage. Il arrive au Mexique, lorsque lui vient l'idée d'aller en Alaska. Il met tout en œuvre pour y arriver et parvient finalement à Fairbanks en auto-stop. Il découvre les montagnes enneigées et se réfugie dans un bus abandonné. Il y restera une centaine de jours. Plus de trois mois de solitude, de compréhension de la nature et de l'être humain. Il découvre en Alaska le bonheur toujours recherché, une paix spirituelle et une sorte de paradis pur et sain. Au bout de deux ans de voyage, il décide qu'il est temps de rentrer chez lui. Mais il est bloqué par la rivière et se voit contraint de rester dans le bus, en attendant que l'eau du fleuve descende.

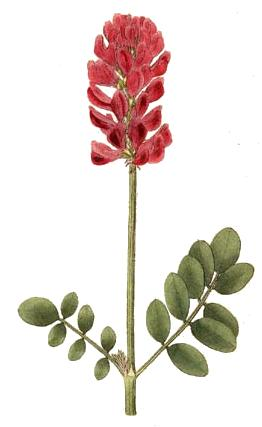
Il y a peu de différences entre deux plantes boréales de la famille des Fabaceae :
Hedysarum mackenzei, qui est toxique, et
Hedysarum alpinum, dont la racine renflée est comestible.

Affamé, il se base sur son guide botanique Tanaina Plantflore qu'il interprète mal et s'empoisonne accidentellement en mangeant des graines de Hedysarum mackenzii, toxique et différente de Hedysarum alpinum (une légumineuse ressemblant à la gesse tubéreuse) dont la racine renflée est consommée dans certaines conditions par les populations autochtones.
Entre-temps, il comprend que la solitude n'est pas l'idéal de l'homme. Chris est un jeune homme aimé de tous. En effet, toutes les personnes rencontrées au fil du voyage se prendront d'amour ou d'amitié pour lui. Mais, aveuglé par son rêve obstiné de l'Alaska, Christopher ne perçoit pas le bonheur que peut procurer l'amour de l'autre. Il en prend conscience en lisant les lignes d'un ouvrage de Tolstoï qui décrit le bonheur parfait dans une microsociété rurale. Peu de temps avant sa mort, Christopher McCandless écrit au stylo sur une page d'un livre « Happiness only real when shared » (« Le bonheur n'est réel que lorsqu'il est partagé »).
Le film se termine sur un autoportrait photographique de Christopher McCandless pris peu de temps avant qu'il ne meure. Un texte explicatif mentionne que des chasseurs l'ont trouvé deux semaines après sa mort.

## Fiche technique
Sauf indication contraire, les informations mentionnées dans cette section peuvent être confirmées par les bases de données cinématographiques  présentes dans la section « Liens externes ».
- Titre original et français : Into the Wild
- Titre québécois : Vers l'inconnu
- Réalisation : Sean Penn
- Scénario : Sean Penn, adapté du récit Voyage au bout de la solitude de Jon Krakauer
- Musique : Michael Brook, Kaki King et Eddie Vedder
- Photographie : Éric Gautier
- Son : Martin Hernández, Christopher Barnett, Lora Hirschberg et Michael Minkler
- Décors : Derek R. Hill
- Costumes : Mary Claire Hannan
- Montage : Jay Cassidy
- Production : Art Linson, Sean Penn et Bill Pohlad
- Sociétés de production : Paramount Vantage, River Road Entertainment, Art Linson Productions et Into the Wild
- Sociétés de distribution : Paramount Pictures (États-Unis), Pathé (France)
- Budget : 20 000 000 $
- Pays de production : États-Unis
- Langue originale : anglais
- Format : couleurs - 2,35:1 - 35 mm - son Dolby Digital
- Genres : biopic et aventure
- Durée : 148 minutes
- Dates de sortie :
  - États-Unis : 21 septembre 2007
  - Canada : 28 septembre 2007
  - France : 9 janvier 2008
- Classifications :
  - France : tous publics

## Distribution
Sauf indication contraire, les informations mentionnées dans cette section peuvent être confirmées par les bases de données cinématographiques  présentes dans la section « Liens externes ».
- Emile Hirsch (VF : Benjamin Jungers ; VQ : Philippe Martin) : Christopher McCandless, dit « Alexander Supertramp » (ou « Alexander Super-vagabond » en version québécoise)
- Marcia Gay Harden (VF : Anne Canovas ; VQ : Élise Bertrand) : Billie McCandless, la mère de Christopher
- William Hurt (VF : Féodor Atkine ; VQ : Jean-Marie Moncelet) : Walt McCandless, le père de Christopher
- Jena Malone (VF : Clotilde Morgiève ; VQ : Kim Jalabert) : Carine McCandless, la sœur de Christopher
- Catherine Keener (VF : Françoise Vallon ; VQ : Nathalie Coupal) : Jan Burres, la hippie
- Brian Dierker (VF : Paul Borne ; VQ : Benoît Rousseau) : Rainey, le compagnon de Jan
- Vince Vaughn (VF : Bernard Gabay ; VQ : Daniel Picard) : Wayne Westerberg, l'employeur et ami de Christopher
- Kristen Stewart (VF : Natassja Girard ; VQ : Annie Girard) : Tracy, la jeune chanteuse qui s'éprend de Christopher
- Hal Holbrook (VF : Gilbert Beugniot ; VQ : Hubert Fielden) : Ron Franz, l'homme âgé qui prend Christopher en affection
- Zach Galifianakis (VQ : Tristan Harvey) : Kevin, l'homme travaillant avec Wayne Westerberg
- Steven Wiig : le garde forestier
- Thure Lindhardt : Mads, le campeur danois
- Signe Egholm Olsen (da) : Sonja
- R. D. Call (VF : Sylvain Lemarié) : le policier ferroviaire
- Haley Ramm : Carine McCandless (à 11 ans)
- Merritt Wever : Lori
- Leonard Knight : lui-même

Sources et légende : version française (VF) sur Allodoublage. Version québécoise (VQ) sur Doublage Québec

## Bande originale
Sorti en octobre 2007, l'album tiré de la musique du film est une collaboration entre Eddie Vedder, chanteur du groupe Pearl Jam, et le compositeur et guitariste Michael Brook.
Tous les textes sont signés Eddie Vedder, sauf Hard Sun par Indio et Society par Jerry Hannan :
1. Setting Forth
2. No Ceiling
3. Far Behind
4. Rise
5. Long Nights
6. Tuolumne
7. Hard Sun
8. Society
9. The Wolf
10. End Of The Road
11. Guaranteed

Des titres utilisés dans le films ne figurent pas sur l'album : Doing the Wrong Thing de Kaki King, King of the Road de Roger Miller, et Carte noire ou Swimming and Horses de Michael Brook. La partie instrumentale à l'harmonica est assurée par l'un des grands noms de cet instrument : Charlie Musselwhite. La chanson Going Up the Country de Canned Heat est également présente dans la bande sonore du film.

## Accueil

### Critiques
Le site Rotten Tomatoes, indique que 82 % des 194 critiques du film ont été positives. Son consensus était le suivant : « Avec sa distribution solide et sa direction assurée, Sean Penn a transformé une œuvre complexe de non-fiction comme Into the Wild en une étude du personnage accessible et poignante ». Metacritic a attribué au film une note moyenne de 73⁄100 basée sur 38 avis rédigés par des critiques classiques.

### Box-office
| Pays ou région    | Box-office        | Date d'arrêt du box-office                                                   | Nombre de semaines |
| ----------------- | ----------------- | ---------------------------------------------------------------------------- | ------------------ |
| États-Unis Canada | 18 354 356 $      | 27 mars 2008                                                                 | 27                 |
| France            | 1 448 136 entrées | 9 janvier 2008 : date impossible, le film étant sorti en France à cette date | 40                 |
| Total mondial     | 56 255 142 $      | -                                                                            | 67                 |

## Distinctions

### Récompenses
- Golden Globes 2008[6] :
  - Meilleure chanson originale (Guaranteed)
- Gotham Awards :
  - Meilleur film
- Mill Valley Film Festival :
  - Meilleur acteur (Emile Hirsch)
- National Board of Review :
  - Meilleure performance masculine (Emile Hirsch)
- Palm Springs International Film Festival :
  - Meilleur réalisateur (Sean Penn)
  - Meilleure révélation (Emile Hirsch)
- Festival international du film de Rome :
  - Prix du jury (William Pohlad (en)), (Art Linson) et (Sean Penn)
- Mostra de cinéma de São Paulo :
  - Meilleur film en langue étrangère (Sean Penn)

### Nominations
- 80e cérémonie des Oscars[7] :
  - Oscar du meilleur montage
  - Oscar du meilleur acteur dans un second rôle pour Hal Holbrook. À 82 ans, cela fait de lui l'acteur le plus âgé nommé aux Oscars (le précédent était Ralph Richardson pour son interprétation du comte Greystoke dans le film de Hugh Hudson).
- Golden Globes 2008[8] :
  - Meilleure partition (Michael Brook, Kaki King, Eddie Vedder)
- American Cinema Editors :
  - Meilleur film dramatique
- Broadcast Film Critics Association Awards 2007 :
  - Meilleur film
  - Meilleur acteur (Emile Hirsch)
  - Meilleur acteur dans un second rôle (Hal Holbrook)
  - Meilleure actrice dans un second rôle (Catherine Keener)
  - Meilleur réalisateur (Sean Penn)
  - Meilleur scénariste (Sean Penn)
  - Meilleure chanson (Guaranteed)
- Chicago Film Critics Association Awards :
  - Meilleur film
  - Meilleur scénario adapté (Sean Penn)
  - Meilleur acteur dans un second rôle (Hal Holbrook)
- Directors Guild of America Awards :
  - Meilleur réalisateur (Sean Penn)
- Cinema Audio Society :
  - Meilleur mixage de son
- Costume Designers Guild Awards :
  - Meilleurs costumes contemporains
- Film Critics Circle of Australia Awards :
  - Meilleur film étranger (Sean Penn)
- Grammy Awards :
  - Meilleure chanson originale (Guaranteed)
- Gotham Awards :
  - Breakthrough Award (Emile Hirsch)
- Satellite Awards :
  - Meilleure chanson originale ("Rise")
- 14th Screen Actors Guild Awards :
  - Meilleure performance collective dans un film
  - Meilleur acteur (Emile Hirsch)
  - Meilleur acteur dans un second rôle (Hal Holbrook)
  - Meilleure actrice dans un second rôle (Catherine Keener)
- USC Scripter Award :
  - USC Scripter Award (Sean Penn) (screenwriter) et (Jon Krakauer) (author)
- Writers Guild of America Awards :
  - Meilleur scénario adapté (Sean Penn)
- 34e nuit des César du cinéma, France :
  - César du meilleur film étranger (Sean Penn)

## Autour du film

### Piste Stampede et fin de son aventure spirituelle
La piste Stampede a été tracée dans les années 1930 par un mineur nommé Earl Pilgrim et conduit à des concessions d’antimoine, situées à 60 km de la ville de Healy. La piste subsiste toujours, malgré l’abandon de la mine ; elle est exclue du parc national Denali et traverse la rivière Teklanika. En 1961, elle fut partiellement transformée en route : la compagnie Yutan, chargée de réaliser les travaux, acquit alors trois vieux autobus hors d’usage qu’elle transforma en logement sommaire ; lorsque les travaux furent arrêtés, deux des autobus furent rapatriés mais l’un d’eux demeura sur place, à 40 km à l’ouest de Healy (63° 52′ 06,25″ N, 149° 46′ 09,55″ O).
Le bus étant trop difficile d'accès, une réplique a été créée et placée dans un lieu plus accessible. On peut voir actuellement cette réplique sur le parking d'une brasserie de Healy (63° 51′ 49,06″ N, 149° 01′ 01,39″ O).

### Déplacement du «Magic Bus»
Le bus 142, surnommé « Magic Bus », est devenu un véritable lieu de « pèlerinage » pour des « aventuriers » bohèmes du monde entier,. L’État d’Alaska devait régulièrement déclencher des opérations de recherches et de sauvetage, et chaque année des randonneurs ont perdu la vie à cause de leur périple. En conséquence le bus a été retiré du site le 18 juin 2020, héliporté à Healy par un CH-47 Chinook de la Garde nationale sur demande du Département des ressources naturelles d’Alaska, afin d’être entreposé dans un lieu sécurisé. Il est conservé au Musée du Nord de l'Université d'Alaska-Fairbanks,,.

### Salvation Mountain
Une séquence du film se déroule dans un lieu appelé Salvation Mountain, et le créateur du site, Leonard Knight, apparaît lui-même dans le film.